# Marnes irisées
Die Marnes irisées sind eine sedimentäre Formation des östlichen Pariser Beckens. Sie wurden im Mittleren Keuper abgelagert.

## Etymologie
Die Bezeichnung Marnes irisées (im Deutschen Bunte Mergel) leitet sich ab vom französischen Substantiv marne (Mergel) und dem Verb iriser (irisieren, in Regenbogenfarben schillern). Letzteres in seiner Adjektivform spielt auf die sehr bunte Farbgebung des Gesteins an.

## Vorkommen
Die Marnes irisées stehen im mittleren und oberen Abschnitt des Keuperbandes im östlichen Pariser Becken an. Dieses zieht von Faulquemont im Norden über Morhange, Lunéville, Charmes, Vittel bis südöstlich von Langres. Von hier biegt es nach Osten und folgt dem Südrand der Vogesen bis nördlich von Héricourt. Südlich davon abgesondert finden sich noch Vorkommen am Nordwestrand des französischen Faltenjuras, beispielsweise zwischen Poligny und Lons-le-Saunier, am Westrand des Bresse-Grabens westlich von Mâcon und im Grundgebirgsaufbruch nördlich von Dole.

## Stratigraphie
Die flach liegenden, insgesamt bis zu 235 Meter mächtig werdenden Marnes irisées, französisches Äquivalent der deutschen Grabfeld-Formation, Weser-Formation und Arnstadt-Formation, legen sich konkordant auf den Dolomie limite (Grenzdolomit) der Lettenkohle (Unterer Keuper). Sie werden ihrerseits diskordant von Sandsteinen der Grès rhétiens (Rhätsandstein) überlagert. Die Formation wird in drei Member untergliedert (vom Hangenden zum Liegenden):
- Marnes irisées supérieures
- Marnes irisées moyennes
- Marnes irisées inférieures

Zwischen die Marnes irisées inférieures und die Marnes irisées moyennes legt sich konkordant der Grès à roseaux (Schilfsandstein), zwischen die Marnes irisées moyennes und die Marnes irisées supérieures der Dolomie de Beaumont und darüber die Argiles de Chanville, ebenfalls konkordant.

### Marnes irisées inférieures
Die feingeschichteten Marnes irisées inférieures, Äquivalent der deutschen Grabfeld-Formation bzw. des Unteren Gipskeupers erreichen mit bis zu 200 Metern eine recht stattliche Mächtigkeit. Die Sedimente werden als typische Peritidalablagerungen einer Sebkha angesehen. 
Sie setzten sich aus mehreren, sich wiederholenden, buntgefärbten (grauen, graugrünen, roten, ockerfarbenen, violetten) Serien zusammen, deren Mächtigkeiten im Meter- und Dekameterbereich variieren. Diese zyklischen Serien sind sehr weit aushaltend (bestätigt durch Bohrungen). Sie dürften mit den Milanković-Zyklen korrelierbar sein. Ihre jeweilige Dauer kann aber aufgrund von Schichtlücken und mangelnden Zeitmarken (Fossilien) leider nicht bestimmt werden.
Diese großzyklischen Serien werden ihrerseits von kleineren Untereinheiten – den Elementarzyklen – aufgebaut, deren Mächtigkeit nur wenige Dezimeter erreicht. Ein Elementarzyklus setzt sich aus zwei Abschnitten zusammen – einem Sedimentationsabschnitt des randmarinen Brackwasserbereichs (Lagunenstadium), gefolgt von einem Abschnitt der Austrocknung des Sediments mit begleitenden, sedimentinternen Kapillaritätseffekten (Sebkhastadium).
Während der Inundationsphase, die sich unter relativ geringer Wasserbedeckung abspielte, sedimentierten nacheinander Siliziklastika (Silte und Tone), tonige Dolomite und schließlich sehr feinschichtige, helle, sulfathaltige Dolomite.
Die Austrocknungsphase, die örtlich bereits neben der Inundationsphase einhergehen konnte, betraf die höhergelegenen Partien des jeweiligen Ablagerungsraumes und konzentrierte Sulfate und Salze in den tieferen Bereichen. Bei weitergehender Eindampfung kam es schließlich zu (örtlich abbauwürdigen) Gips- bzw. Salzausscheidungen.
An der Sedimentoberfläche bildeten sich Schrumpfungsrisse. Die peritidalen Polygonschüsseln im Inneren bogen sich an den Rändern zeltartig auf und es entstanden die so genannten Teepee-Strukturen.
Während des Trockenfallens konnte stellenweise weiterhin toniges Material abgesetzt werden, welches durch Windeintrag oder Oberflächenablauf akkumuliert worden war. Durch die intensive Verdunstung kam es zu kapillar bedingtem Aufsteigen des im Sediment eingeschlossenen Porenwassers und zum Ausfällen seiner Mineralfracht als Konkretionen (Sulfatknollen). Bei längerem Trockenliegen konnten sich an der Oberfläche Paläoböden mit karbonathaltiger Kruste entwickeln (Aridisole).
Oft markiert ein erosiver Kontakt das Einsetzen des nächsten Elementarzyklus.

#### Diagenese und Versenkung
Im Verlauf der Diagenese rekristallisierte der konkretionäre und krustenförmige Gips zu Anhydrit. Dies bedingte ein Verdrängen der detritischen Tonminerale und ließ die charakteristische Chicken-wire-Struktur (Maschengefüge) im zusammenwachsenden Anhydrit entstehen. Eine spätere Anlösung der Sulfatkristalle führte zur Bildung von kammerartigen Hohlräumen. Gelegentlich wurde der ursprüngliche Gips auch pseudomorph durch Anhydrit ersetzt.
Sehr charakteristisch für die Marnes irisées sind ihre Steinsalzpseudomorphosen, die vorwiegend an der Basis von Siltlagen anzutreffen sind. Das kapillar gebildete Steinsalz war beim darauffolgenden Inundationzyklus wieder gelöst und von feinkörnigen Sedimenten ersetzt worden. 
Im späteren Mesozoikum wurden die Marnes irisées von bis zu 500 Meter Sediment überdeckt, was einen erheblichen Auflastdruck bewirkte. Noch vorhandenes Porenwasser wurde ausgepresst und verbliebener Gips endgültig in Anhydrit umgewandelt. Durch anschließende Erosion der mesozoischen Auflage kam der Schichtverband langsam wieder an die Oberfläche. Anhydrit ist jedoch unter reduzierten Drucken und unter Einwirkung meteorischer Oberflächenwässer nicht stabil und so bildete sich unter Volumenzunahme erneut Gips. Der Schichtverband wurde hierdurch stellenweise aufgebläht und einzelne Schichtglieder verbogen. Außerdem entstanden unter Dehnung Zerrklüfte im Gesteinsverband, die ebenfalls mit Gips mineralisierten.

### Marnes irisées moyennes
Die Marnes irisées moyennes sind eine nur 5 Meter mächtig werdende Lage, die sich zwischen den Grès à roseaux und den Dolomie de Beaumont legt. Die Sedimente sind den Marnes irisées inférieures sehr ähnlich, unterscheiden sich aber durch eine etwas intensivere Farbgebung.

### Marnes irisées supérieures
Die marnes irisées supérieures werden etwa 30 bis 40 Meter mächtig. Sie besitzen an ihrer Basis zwei dolomitische Lagen. Diese grauen bis weißen Dolomitmergel sind sehr kompakt und hart und zerfallen beim Anschlagen in kantige Bruchstücke. Die eigentlichen Mergel sind vorwiegend graugrün und violett.

## Fossilien

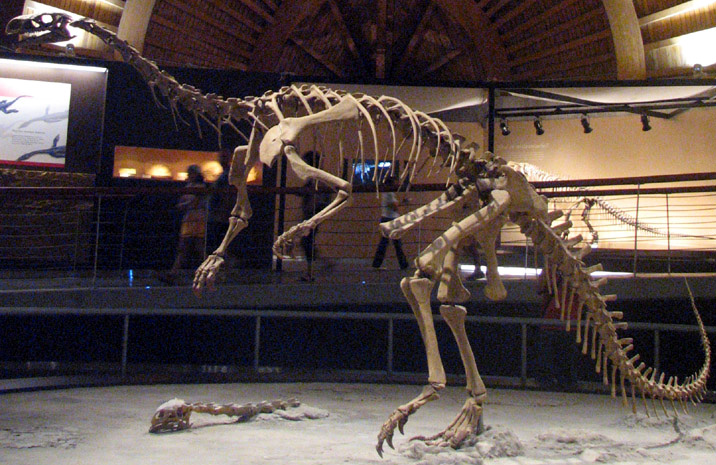
Plateosaurus

In den Marnes irisées supérieures wurden Dinosaurierreste entdeckt. So fand sich bei Poligny, Lons-le-Saunier und an mehreren anderen Fundorten der prosauropde Plateosurus longiceps. Bei Lunéville und bei Saint-Nicolas-de-Port wurden neben Plateosaurus auch Reste von Thecodontosaurus und Zähne von Coelurosauria gefunden.

## Alter
Absolutalter für die Marnes irisées sind nicht bekannt. Als unterstes Schichtglied des Mittelkeupers kann ihr aber ein endladinisches bis unterkarnisches Alter zugewiesen werden. Sie umfasst in etwa den Zeitraum 232,5 bis 228 Millionen Jahre BP.